# Vienna Standard Mean Ocean Water
Vienna Standard Mean Ocean Water (VSMOW), česky přibližně Vídeňská standardní střední oceánská voda, je jeden z izotopových standardů pro vodu, je používán jako referenční materiál pro kalibraci přístrojů. Jde o fyzický vzorek vody s konkrétními, přesně danými podíly jednotlivých izotopů vodíku a kyslíku. VSMOW byla získána destilací z mořské vody, takže obsahuje pouze molekuly vody, neobsahuje sůl ani jiné nečistoty. Standard byl publikován Mezinárodní agenturou pro atomovou energii (MAAE, v angličtině IAEA) se sídlem ve Vídni v roce 1968. Jeho v podstatě identický nástupce VSMOW2 byl publikován v roce 1999, MAAE jej distribuuje ve skleněných ampulích.
Zároveň s VSMOW zveřejnila MAAE analogický standard pro dešťovou vodu: SLAP (Standard Light Antarctic Precipitation, česky přibližně Standardní lehké antarktické srážky), a později jeho nástupce SLAP2. SLAP obsahuje asi o 5 % méně kyslíku-18 a o 42,8 % méně deuteria než VSMOW.
Fyzikální vlastnosti vody se mírně mění v závislosti na podílu jednotlivých izotopů vodíku a kyslíku. Extrémním příkladem je těžká voda, která obsahuje dva atomy deuteria ( 2
1 H, často též  2
1 D) namísto obvyklého, lehčího vodíku-1 ( 1
1 H), má bod tání 3,82 °C a bod varu 101,4 °C. Rozdílné rychlosti odpařování způsobují, že vzorky vody z různých částí koloběhu vody mají mírně odlišné poměry izotopů. Oceánská voda (bohatší na těžké izotopy) a dešťová voda (chudší na těžké izotopy) zhruba představují dva extrémy přirozeně se vyskytující na Zemi.
VSMOW a SLAP se používají pro kalibraci přístrojů pro měření koncentrací kyslíku-18 a deuteria v různých látkách. Až do své redefinice v roce 2019 byl kelvin definován jako 1/273,16 teploty trojného bodu vody, v roce 2005 bylo v definici upřesněno, že jde konkrétně o VSMOW.

## Změřené hodnoty
Všechny hodnoty jsou uvedeny včetně standardní nejistoty. Vyhodnocování podílu všech možných molekul s různými kombinacemi izotopů kyslíku a vodíku je zbytečné, protože molekuly vody si neustále navzájem vyměňují atomy v důsledku disociace.

### VSMOW
Měření byla provedena pomocí hmotnostní spektroskopie s výjimkou tritia, jehož podíl byl určen podle množství plynného helia emitovaného radioaktivním rozpadem.
- Deuterium (2H/1H) – 155,76 ± 0,05 ppm, [2] [3] asi 1 z 6420 atomů vodíku
- Tritium (3H / 1H) – 18,5 ± 3,6 TU [pozn. 1] = 1,85 ± 0,36 × 10−11 ppm, měřeno 16. září 1976,[4][2] asi 1 z 5,40 × 1016 atomů vodíku
- Kyslík-18 (18O / 16O) – 2005,20 ± 0,45 ppm,[2][5] [6] asi 1 ze 499 atomů kyslíku
- Kyslík-17 (17O / 16O) – 379,9 ± 0,8 ppm,[2] asi 1 ze 2640 atomů kyslíku

### SLAP
SLAP obsahuje přibližně o 5,55 % méně kyslíku-18 a o 42,8 % méně deuteria než VSMOW. Experimentální data jsou uvedena níže.
- 2H / 1H – 89,02 ± 0,05 ppm, δ = −428,5 ± 0,4‰,[2][3] asi 1 z 11230 atomů
- 3H / 1H – 374 ± 9 TU [pozn. 1] = 3,74 ± 0,09 × 10−10 ppm, měřeno 16. září 1976, [4] asi 1 ku 2,67 × 1015 atomů
- 18O / 16O – 1893,91 ± 0,45 ppm, δ = −55.5‰,[2] asi 1 z 528 atomů
- 17O / 16O – δ = −28,86 ± 0,1‰,[2] asi 1 z 3700 atomů.

### VSMOW2 a SLAP2
Protože zásoba původních vzorků VSMOW a SLAP začala docházet, bylo v roce 1996 rozhodnuto vytvořit nové vzorky. V roce 1999 byly definovány nové standardy VSMOW2 a SLAP2. Nové vzorky byly vyrobeny smícháním vody z několika zdrojů tak, aby výsledné koncentrace jednotlivých izotopů kyslíku a vodíku byly shodné s koncentracemi v původním standardu.
Rozdíl koncentrací 17O a 18O mezi VSMOW a VSMOW2 a mezi SLAP a SLAP2 jsou zanedbatelné (jsou nulové v rámci chyby měření). Technický list uvádí standardní chyby těchto měření. Koncentrace deuteria je ve VSMOW2 rovněž zachována, ale je mírně zvýšená ve SLAP2. MAAE udává:
- δ2HSLAP2/VSMOW = −427,5 ± 0,3 ‰ (oproti −428 ‰ pro SLAP).

MAAE doporučuje nadále používat škálu založenou na VSMOW a SLAP.